# Zariczne (obwód dniepropetrowski)
Zariczne (ukr.  Зарічне; do 2024 roku nazwa miejscowości - Hwardijśke) – osiedle typu miejskiego na Ukrainie, w obwodzie dniepropetrowskim, w rejonie samarowskim. W 2001 liczyło 5199 mieszkańców, spośród których 2710 wskazało jako ojczysty język ukraiński, 2284 rosyjski, 3 mołdawski, 4 białoruski, 28 ormiański, 5 inny, a 165 osób się nie zadeklarowało.